# She Has Funny Cars
Pistes de Surrealistic Pillow
Somebody to Love
She Has Funny Cars est le titre qui ouvre l'album Surrealistic Pillow du groupe Jefferson Airplane, sorti en février 1967. Elle est également parue en face B du single Somebody to Love, en avril de la même année.
Le morceau a été composé par Jorma Kaukonen et Marty Balin. Il a également été dit que la chanson parlait de la « funny car » d'une petite amie du batteur Spencer Dryden. Cette chanson utilise le célèbre « Bo Diddley Beat ». Le titre a été enregistré le 31 octobre 1966.

## Culture populaire
La chanson apparait dans un épisode de la série télévisée Stranger Things diffusée en 2016.